# Kinglassie
Kinglassie (gael. Cille MoGhlasaidh) – wieś w hrabstwie Fife w Szkocji, koło Glenrothes. Dawniej Goatmilk. W okolicy znajduje się wieża Blythe’s Tower (inaczej Folly) na wzgórzu Redwell’s Hill, wybudowana w 1812 w celu obserwowania nadpływających statków handlowych.